# Roger McGuinn (album)
| Recensione       | Giudizio |
| ---------------- | -------- |
| AllMusic         |          |
| Robert Christgau | B        |
| Piero Scaruffi   |          |

Roger McGuinn è il primo album discografico solista del musicista statunitense Roger McGuinn, pubblicato nel giugno 1973 su etichetta Columbia Records.

## Descrizione
L'album fu pubblicato sulla scia della momentanea reunion dei The Byrds del 1973 e conseguente album Byrds, nel quale tutti e cinque i membri originali del gruppo si erano ritrovati in studio dopo anni. Lo stesso McGuinn dichiarò all'epoca che nessuno dei brani scartati durante le sessioni della reunion erano stati recuperati per il suo debutto solista, ma questa affermazione si rivelò falsa a posteriori grazie alla scoperta di varie versioni alternative e di almeno una outtake alla fine del 2009. La maggior parte delle tracce sull'album furono composte da McGuinn insieme a Jacques Levy, con il quale aveva collaborato in occasione dell'abortito progetto del musical country rock Gene Tryp nel periodo 1968-1969 e che rimase il principale paroliere di Roger McGuinn fino al 1977.
Le canzoni Lost My Drivin' Wheel e Bag Full of Money erano state originariamente incise dai Byrds nel 1972 ma rimasero inedite fino alla ristampa in CD di Farther Along nel 2000. In aggiunta, tre altri brani (I'm So Restless, Hanoi Hannah e The Water Is Wide) furono eseguiti dai The Byrds dal vivo in almeno un'occasione; i primi due nel corso di un concerto svoltosi a Brookville, New York, all'inizio del 1971, e il terzo nell'agosto 1972 in una data successiva.

## Tracce

### LP (1973, Columbia Records, KC 31946)
Lato A (AL 31946)
Testi e musiche di Roger McGuinn, Jacques Levy, eccetto dove indicato.
1. I'm So Restless – 3:05
2. My New Woman – 2:28
3. Lost My Drivin' Wheel – 4:21 (David Wiffen)
4. Draggin' – 3:36
5. Time Cube – 3:15 (Roger MGuinn, R. J. Hippard)

Durata totale: 16:45
Lato B (BL 31946)
Testi e musiche di Roger McGuinn, Jacques Levy, eccetto dove indicato.
1. Bag Full of Money – 3:19
2. Hanoi Hannah – 2:50
3. Stone – 2:59 (Spooner Oldham, Dan Penn)
4. Heave Away – 3:03 (Tradizionale; arrang. di Roger McGuinn)
5. M' Linda – 2:42
6. The Water Is Wide – 3:06 (Tradizionale; arrang. di Roger McGuinn)

Durata totale: 17:59

### CD (2004, Sundazed Music, SC 6201)
Testi e musiche di Roger McGuinn, Jacques Levy, eccetto dove indicato.
1. I'm So Restless – 3:06
2. My New Woman – 2:29
3. Lost My Drivin' Wheel – 4:22 (David Wiffen)
4. Draggin' – 3:37
5. Time Cube – 3:16 (Roger MGuinn, R. J. Hippard)
6. Bag Full of Money – 3:19
7. Hanoi Hannah – 2:52
8. Stone – 3:01 (Spooner Oldham, Dan Penn)
9. Heave Away – 3:05 (Tradizionale, arrang. di Roger McGuinn)
10. M' Linda – 2:42
11. The Water Is Wide – 3:06 (Tradizionale; arrang. di Roger McGuinn)
12. John, John – 2:43 (Tradizionale; arrang. di Roger McGuinn) – Traccia bonus - brano inedito
13. Jamaica, Say You Will – 3:10 (Jackson Browne) – Traccia bonus - brano inedito

Durata totale: 40:48

## Musicisti
I'm So Restless
- Roger McGuinn – armonica, voce
- Bob Dylan – armonica

My New Woman
- Roger McGuinn – chitarra, voce
- David Crosby – chitarra, voce
- Chris Hillman – basso
- Michael Clarke – batteria
- Charles Lloyd – sassofono
- Gene Clark – voce

Lost My Drivin' Wheel
- Roger McGuinn – chitarra, voce
- Leland Sklar – basso
- Jim Gordon – batteria
- Jerry Cole – chitarra

Draggin' 
- Roger McGuinn – chitarra, moog, voce
- Charles Lloyd – sassofono
- Bruce Johnston – pianoforte, Ooo's (cori)
- Chris Ethridge – basso
- John Guerin – batteria

Time Cube
- Roger McGuinn – banjo, moog, voce

Bag Full of Money
- Roger McGuinn – chitarre, moog, voce
- Buddy Emmons – chitarra pedal steel
- Bruce Johnston – pianoforte
- David Crosby – armonie vocali
- David Vaught – basso
- John Guerin – batteria

Hanoi Hannah
- Roger McGuinn – chitarra, voce

Stone
- Roger McGuinn – voce
- Spooner Oldham – organo, pianoforte
- John Guerin – batteria
- The Jimmy Joyce Children's Chorus – cori

Heave Away
- Roger McGuinn – chitarre, voce
- David Vaught – basso
- Spanky McFarlane – voce

M' Linda
- Roger McGuinn – chitarre, moog, voce
- David Vaught – basso
- Hal Blaine – percussioni

The Water Is Wide
- Roger McGuinn – chitarre, voce
- Buddy Emmons – chitarra pedal steel
- Bruce Johnston – pianoforte
- David Vaught – basso
- John Guerin – batteria
- Hal Blaine – tamburello
- David Crosby – armonie vocali

John, John
- Roger McGuinn – chitarra, voce

Jamaica, Say You Will
- Roger McGuinn – chitarre, voce
- Buddy Emmons – chitarra pedal steel
- Bruce Johnston – pianoforte
- David Vaught – basso
- John Guerin – batteria
- Hal Blaine – tamburello
- David Crosby – armonie vocali

### Produzione
- Roger McGuinn – produzione
- Registrazioni effettuate al Wally Heider Studio #4, Los Angeles, California
- Raghu (Raghu Gadhoke) e John Fiore (assistiti da Wally Heider crew) – ingegneri delle registrazioni
- Raghu (Raghu Gadhoke) – mixaggio
- Ron Coro – grafica copertina album originale
- Bob Jenkins – foto copertina album originale[6]

## Classifica
Album
| Anno | Classifica    | Posizione raggiunta |
| ---- | ------------- | ------------------- |
| 1973 | Billboard 200 | 137                 |